# Daixnak

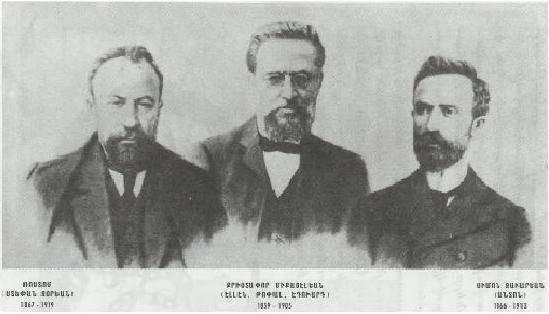
Fundadors del Daixnak, d'esquerra a dreta: Stepan Zorian, Christapor Mikaelian, Simon Zavarian

La Federació Revolucionària Armènia, coneguda com a Daixnak (de l'armeni Hay Heghapokhakan Daixnaktsutiun, Federació Revolucionària Armènia) és un partit polític d'Armènia que dirigí la independència (1917-1918) i la República Democràtica d'Armènia (1918-1921). El partit fou fundat el 1890 i reclamava justícia social, democràcia i autodeterminació per als armenis; fou ben aviat influent entre la diàspora. Va perdre el poder al desembre de 1920 i fou prohibit pel govern comunista d'Armènia (i després per la Unió Soviètica) des del 1921.
Restablert el 1989, fou prohibit el desembre de 1994 quan era el principal partit d'oposició. El 1998, després de la dimissió del president Levon Ter-Petrosian, la seva prohibició fou anul·lada i va participar en el nou govern del president Robert Kotxarian amb dos ministres, i encara avui (2004) té al govern un ministre.
Entre els anys 1975 i 1987, els Commandos Justícia contra el Genocidi Armeni (CJGA) van ser la branca militar de la Federació Revolucionària Armènia (FRA). Aquest fet es va fer patent ja el maig de 1976, quan un membre dels CJGA va ser assassinat quan la seva pròpia bomba va esclatar a la seu de la FRA a París. Es va confirmar quan el politòleg francès Gaïdz Minassian va aconseguir el permís per consultar els arxius de la FRA per realitzar la seva tesi doctoral. En diverses ocasions, els diaris oficials de la FRA, als Estats Units, França i al Líban, van justificar la lluita armada, publicant comunicats oficials dels CJGA. Aquesta elecció tenia profundes arrels en la història de la FRA: el partit ja havia utilitzat el terrorisme diverses vegades, tant contra l'Imperi Otomà com contra armenis contraris a la seva política, essent el més famós el cas de l'assassinat de Bedros Kapamaciyan, alcalde de Van, el desembre de 1912, i el de l'arquebisbe Leon Tourian, el 24 de desembre de 1933.

## Resultats electorals

### Imperi Otomà
| Any  | Escons   | +/– |
| ---- | -------- | --- |
| 1908 | 4 / 275  | 4   |
| 1912 | 10 / 288 | 6   |
| 1914 | 4 / 275  | 6   |
| 1919 | 0 / 160  | 4   |

### República d'Armènia
Eleccions legislatives
| Any              | Vots    | %      | Escons   | +/– | Pos. | Govern             |
| ---------------- | ------- | ------ | -------- | --- | ---- | ------------------ |
| 1919             | 230,772 | 89.0%  | 72 / 80  | Nou | 1r   | Majoria            |
| Partit a l'exili |         |        |          |     |      |                    |
| 1995             | -       | -      | 1 / 190  | 71  | 14è  | Oposició           |
| 1999             | 84,232  | 7.79%  | 5 / 131  | 4   | 4t   | Suport             |
| 2003             | 136,270 | 11.36% | 11 / 131 | 6   | 4t   | Coalició           |
| 2007             | 177,907 | 13.16% | 16 / 131 | 5   | 4t   | Coalició (2007-09) |
| 2007             | 177,907 | 13.16% | 16 / 131 | 5   | 3r   | Oposició (2009-12) |
| 2012             | 85,550  | 5.68%  | 5 / 131  | 11  | 4t   | Oposició (2012-16) |
| 2012             | 85,550  | 5.68%  | 5 / 131  | 11  | 4t   | Coalició (2016-17) |
| 2017             | 103,173 | 6.58%  | 7 / 105  | 2   | 4t   | Coalició           |
| 2018             | 48,811  | 3.89%  | 0 / 132  | 7   | 5è   | Coalició (2018)    |
| 2018             | 48,811  | 3.89%  | 0 / 132  | 7   | 5è   | Oposició (2018-21) |
| 2021[a]          | 269,481 | 21.11% | 10 / 107 | 10  | 2n   | Oposició (2012-16) |

a.^ Dins de la coalició Aliança Armènia.
Presidencials
| Any  | Candidat                           | Vots                               | %                                  | Pos.                               |
| ---- | ---------------------------------- | ---------------------------------- | ---------------------------------- | ---------------------------------- |
| 1991 | Sos Sargsyan                       | -                                  | 4.3%                               | 3r                                 |
| 1996 | prohibit, suport a Vazgen Manukyan | prohibit, suport a Vazgen Manukyan | prohibit, suport a Vazgen Manukyan | prohibit, suport a Vazgen Manukyan |
| 1998 | Suport a Robert Kocharyan          | Suport a Robert Kocharyan          | Suport a Robert Kocharyan          | Suport a Robert Kocharyan          |
| 2003 | Suport a Robert Kocharyan          | Suport a Robert Kocharyan          | Suport a Robert Kocharyan          | Suport a Robert Kocharyan          |
| 2008 | Vahan Hovhannisyan                 | 100,966                            | 6.2%                               | 4t                                 |
| 2013 | No va participar                   | No va participar                   | No va participar                   | No va participar                   |
| 2018 | Suport a Armèn Sarkissian          | Suport a Armèn Sarkissian          | Suport a Armèn Sarkissian          | Suport a Armèn Sarkissian          |
| 2022 | Boicot                             | Boicot                             | Boicot                             | Boicot                             |

### República d'Artsakh
Eleccions legislatives
| Any     | Vots   | %      | Escons | +/– | Pos. | Govern   |
| ------- | ------ | ------ | ------ | --- | ---- | -------- |
| 2000    | -      | -      | 9 / 33 | Nou | 2n   | Oposició |
| 2005[b] | 10.573 | 17.36% | 3 / 22 | 6   | 3r   | Oposició |
| 2010    | 12,725 | 20.18% | 4 / 22 | 1   | 3r   | Oposició |
| 2015    | 12,965 | 18.81% | 7 / 22 | 3   | 3r   | Oposició |
| 2020    | 4,758  | 6.47%  | 3 / 33 | 4   | 4t   | Oposició |

b. ^ Dins del Moviment 88.